# Elachista szocsi
Elachista szocsi is een vlinder uit de familie grasmineermotten (Elachistidae). De wetenschappelijke naam is voor het eerst geldig gepubliceerd in 1978 door Parenti.
De soort komt voor in Europa.